# Eudorellopsis longirostris
Eudorellopsis longirostris is een zeekommasoort uit de familie van de Leuconidae. De wetenschappelijke naam van de soort is voor het eerst geldig gepubliceerd in 1961 door Given.